# Eugène Payan
Eugène Payan, né le 10 septembre 1888 à Saint-Hyacinthe (Québec, Canada) et mort le 27 avril 1971 à Saint-Hyacinthe (Québec, Canada), est un joueur québécois professionnel de hockey sur glace ayant essentiellement joué pour les Canadiens de Montréal dans l'Association nationale de hockey.

## Biographie
Il commence sa carrière en 1908 avec les Victoria de Montréal de l'ECAHA.

## Statistiques
| Saison    | Équipe                | Ligue |    | Saison régulière | Saison régulière | Saison régulière | Saison régulière | Saison régulière |   | Séries éliminatoires | Séries éliminatoires | Séries éliminatoires | Séries éliminatoires | Séries éliminatoires |
| Saison    | Équipe                | Ligue | PJ | B                | A                | Pts              | Pun              | PJ               | B | A                    | Pts                  | Pun                  |                      |                      |
| 1908-1909 | Victorias de Montréal | ECAHA | 5  | 9                | 0                | 9                | 16               | -                | - | -                    | -                    | -                    |                      |                      |
| 1909      | Victoria de Montréal  | ECAHA | -  | -                | -                | -                | -                | -                | - | -                    | -                    | -                    |                      |                      |
| 1910-1911 | Canadiens de Montréal | ANH   | 16 | 12               | 0                | 12               | 43               | -                | - | -                    | -                    | -                    |                      |                      |
| 1911-1912 | Canadiens de Montréal | ANH   | 18 | 8                | 0                | 8                | 0                | -                | - | -                    | -                    | -                    |                      |                      |
| 1912-1913 | Canadiens de Montréal | ANH   | 6  | 3                | 0                | 3                | 0                | -                | - | -                    | -                    | -                    |                      |                      |
| 1913-1914 | Canadiens de Montréal | ANH   | 7  | 5                | 0                | 5                | 0                | 2                | 0 | 0                    | 0                    | 0                    |                      |                      |

## Transactions en Carrières
- Le 12 décembre 1910, il signe avec les Canadiens de Montréal de l'Association nationale de hockey.
- Le 6 janvier 1913, prêté à Brooklyn par les Canadiens de Montréal.
- Le 23 janvier 1913, retourne aux Canadiens de Montréal.